# Русница
Русница је насељено место у саставу општине Хум на Сутли у Крапинско-загорској жупанији, Хрватска. До територијалне реорганизације у Хрватској налазила се у саставу старе општине Преграда.

## Становништво
На попису становништва 2011. године, Русница је имала 191 становника.

## Попис1991.
На попису становништва 1991. године, насељено место Русница је имало 223 становника, следећег националног састава:
| Попис 1991.‍  | Попис 1991.‍  | Попис 1991.‍ | Попис 1991.‍ | Попис 1991.‍ |
| ------------ | ------------ | ----------- | ----------- | ----------- |
|              |              |             |             |             |
| Хрвати       | Хрвати       |             | 218         | 97,75%      |
| Словенци     | Словенци     |             | 3           | 1,34%       |
| Југословени  | Југословени  |             | 1           | 0,44%       |
| неопредељени | неопредељени |             | 1           | 0,44%       |
| укупно: 223  |              |             |             |             |